# Брачки партизански одред
Брачки народноослободилачки партизански (НОП) одред је био партизанска јединица у саставу Народноослободилачке војске и партизанских одреда Југославије током Другог светског рата у Хрватској.

## Историјат
Формиран у августу 1943. од чете која је дејствовала на Брачу од јуна 1942. Приликом капитулације Италије, септембра 1943, Одред је разоружао италијанске посаде на Брачу — око 1000 војника, а у октобру већи део Одреда ушао је у састав 12. бригаде 26. дивизије Када су немачке трупе у првој половини јануара 1944. окупирале Брач и 26. дивизија се повукла са Брача на Вис, на острву је формиран, поновно, Одред који је организовао пребацивање народа на Вис. За време немачке окупације Одред је изводио мање оружане акције: заседе, препаде и диверзије, међу којима се истиче препад на немачка возила у фебруару и марту 1944, и убиство немачког команданта Брача. Приликом демонстративног десанта 26. дивизије у јуну, и десанта за коначно ослобођење Брача у септембру 1944, Одред је 26. дивизији и Морнарици НОВЈ давао податке о непријатељу и олакшао извршење десанта. После ослобођења Брача Одреда је ушао у састав 26. дивизије.